# Oberto, Conte di San Bonifacio
Oberto, Conte di San Bonifacio è la prima  opera di Giuseppe Verdi, composta su libretto di Antonio Piazza rielaborato da Temistocle Solera. In origine si trattava probabilmente di un libretto intitolato Rochester o Lord Hamilton per il quale Verdi aveva composto la musica nel 1836, utilizzata poi per l'Oberto.
La prima rappresentazione ebbe luogo nell'ambito della stagione lirica del Teatro alla Scala di Milano il 17 novembre 1839 senza riscuotere però il buon successo sperato. Questi gli artisti coinvolti nella prima:

| Personaggio                           | Interprete                                           | Registro vocale |
| ------------------------------------- | ---------------------------------------------------- | --------------- |
| Cuniza                                | Mary Shaw                                            | mezzosoprano    |
| Riccardo                              | Lorenzo Salvi                                        | tenore          |
| Oberto                                | Ignazio Marini                                       | basso           |
| Leonora                               | Antonietta Rainieri Marini                           | soprano         |
| Imelda                                | Marietta Sacchi                                      | mezzosoprano    |
| Scene                                 | Baldassare Cavallotti Domenico Menozzi               |                 |
| Maestro del coro                      | Giulio Granatelli                                    |                 |
| Maestro al cembalo                    | Giuseppe Verdi (per tre recite), poi Giacomo Panizza |                 |
| Primo violino e direttore d'orchestra | Eugenio Cavallini                                    |                 |

Massimo Mila osservò: "Opera a tinte cupe, un poco nel gusto donizettiano; ma il taglio delle scene, l'energia quasi feroce dei ritmi e dell'orchestrazione, l'assenza di sentimentalismo arcadico, rivelano certe qualità di concisione e d'essenzialità drammatica che saranno solamente di Verdi".

## Trama
L'azione si svolge a Bassano del Grappa nel castello di Ezzelino e sue vicinanze. Epoca: l'anno 1228.

### Antefatto
Oberto, conte di San Bonifacio, è stato sconfitto da Ezzelino da Romano, accorso a Verona in favore dei Salinguerra, e si è rifugiato a Mantova. Leonora, sua figlia, orfana, rimasta a Verona, è stata affidata alle cure di una vecchia zia. La bella Leonora viene sedotta da Riccardo, giovane conte di Salinguerra, che, sotto falso nome, le promette il matrimonio. Ma presto Riccardo si innamora di Cuniza, sorella di Ezzelino, e chiede di sposarla; Ezzelino, che deve ai Salinguerra la signoria di Verona, non si oppone. Leonora, conosciuta troppo tardi la verità, accorre disperata a Bassano, dove vive Cuniza, nel giorno delle feste per svelare il tradimento.

### Atto I
Campagna; in lontananza Bassano.

Nella campagna vicina al castello di Ezzelino da Romano, alcuni cavalieri festeggiano Riccardo (Di vermiglia amabil luce), che manifesta la propria gioia per l'imminente matrimonio (Son fra voi! - Già sorto è il giorno / Già parmi udire il fremito), poi lo scortano al castello dove è atteso per sposare Cuniza. Poco dopo giunge Leonora, intenzionata a impedire le nozze. Leonora ricorda l'amore per Riccardo e spera che tornino quei giorni felici (Sotto il paterno tetto / Oh potessi nel mio core), poi fa per allontanarsi verso il villaggio, ma si imbatte in Oberto, felice di rivedere ancora una volta la sua patria (Oh patria terra), giunto per proteggere e vendicare la figlia. Oberto inizialmente rimprovera Leonora per avere ceduto alla corte di Riccardo (Non ti bastò il periglio), poi tra loro ritorna l'armonia quando si accordano per vendicarsi di Riccardo (Un amplesso ricevi, o pentita).
Magnifica sala nel palazzo di Ezzelino.

Il coro esalta la bellezza e il candore di Cuniza (Fidanzata avventurosa), ma Cuniza, rimasta sola con Riccardo, gli esprime inspiegabili cattivi presentimenti (Il pensier d'un amore felice). Più tardi, Oberto e la figlia, con l'aiuto di Imelda, riescono a farsi ricevere segretamente da Cuniza, alla quale rivelano quanto è avvenuto tra lei e Riccardo (Son io stesso! A te davanti / Su quella fronte impressa). Cuniza promette che aiuterà Leonora ad avere giustizia (Ma fia l'estremo, o misera), e dopo aver condotto Oberto in una stanza vicina, raduna cavalieri e dame. Fatto chiamare il suo promesso sposo, Cuniza gli mostra Leonora, ma il conte senza scomporsi dichiara di avere abbandonato la fanciulla perché gli era stata infedele. Mentre Leonora protesta indignata, tra la sorpresa generale irrompe Oberto (A quell'aspetto un fremito) che giura di uccidere Riccardo avendo sentito le sue parole (Non basta una vittima).

### Atto II
Gabinetto di Cuniza.

Più tardi Cuniza ripensa ai giorni felici dell'amore con Riccardo (Oh chi torna l'ardente pensiero); convinta però della buona fede della figlia di Oberto, rivela alla sua confidente Imelda che sacrificherà il suo amore per costringere il conte di Salinguerra a sposare Leonora (Più che i vezzi e lo splendore).
Luogo remoto in vicinanza ai giardini del castello.

Alcuni cavalieri esprimono la loro vicinanza a Leonora. Giunge Oberto, intenzionato a dare luogo al duello con Riccardo (L'orror del tradimento / Ma tu, superbo giovane), nonostante alcuni cortigiani gli annuncino che Cuniza è intervenuta in favore suo e di Leonora. All'arrivo di Riccardo, quest'ultimo cerca di evitare lo scontro, impari per la differenza di età; sopraggiungono anche Leonora e Cuniza, e Cuniza promette a Leonora che Riccardo sarà nuovamente suo, mentre Oberto continua a rinfacciare le sue colpe a Riccardo, combattuto tra ira e rimorso (Vili all'armi, a donne eroi). Cuniza ordina a Riccardo di sposare Leonora; senza farsi vedere Oberto propone al rivale di fingere di acconsentire, ma lo avverte che lo attenderà nel bosco vicino per continuare lo scontro. Tutti si allontanano, mentre Oberto e Riccardo si inoltrano nella selva: poco dopo un gruppo di cavalieri sente rumore di spade provenire dal bosco e vi si precipita (Li vedeste? - Ah sì! la mano), ma proprio in quel momento Oberto cade colpito a morte. Riccardo, sopraffatto dai rimorsi (Ciel, che feci!... di qual sangue), fugge disperato. Arriva Cuniza affannata, subito seguita da Leonora, che ha scoperto il corpo del padre. Cuniza consola la fanciulla promettendole amicizia e protezione (Vieni, o misera), ma Leonora, sentendosi responsabile di quanto avvenuto, decide di entrare in convento per dedicarsi ad una vita di espiazione, mentre da una lettera si apprende che Riccardo ha deciso di punirsi con l'esilio (Sciagurata! a questo lido).

## Numeri musicali
- Sinfonia

### Atto I
- 1 Introduzione
  - Coro Di vermiglia amabil luce (Coro) Scena I
- 2 Aria di Riccardo
  - Cavatina Son fra voi! - Già sorto è il giorno (Riccardo, Coro) Scena I
  - Cabaletta Già parmi udire il fremito (Riccardo, Coro) Scena I
- 3 Scena e Cavatina di Leonora
  - Scena Ah sgombro è il loco alfin! (Leonora) Scena II
  - Cavatina Sotto il paterno tetto (Leonora) Scena II
  - Cabaletta Oh potessi nel mio core (Leonora) Scena II
- 4 Scena e Duetto di Leonora e Oberto
  - Scena Oh patria terra, alfin io ti rivedo (Oberto, Leonora) Scena III-IV
  - Duetto Non ti bastò il periglio (Oberto, Leonora) Scena IV
  - Andante del Duetto Del tuo favor soccorrimi (Leonora, Oberto) Scena IV
  - Tempo di mezzo Odi! - In quell'alte torri (Oberto, Leonora) Scena IV
  - Cabaletta Un amplesso ricevi, o pentita (Oberto, Leonora) Scena IV
- 5 Coro
  - Coro Fidanzata avventurosa (Coro) Scena V
- 6 Recitativo e Duetto di Cuniza e Riccardo
  - Scena Basta, basta, o fedeli! (Cuniza, Riccardo) Scena VI
  - Duetto Il pensier d'un amore felice (Cuniza, Riccardo) Scena VI
- 7 Scena e Terzetto
  - Scena Alta cagione adunque (Imelda, Leonora, Cuniza) Scena VII-VIII
  - Terzetto Sono io stesso! A te davanti! (Oberto, Cuniza, Leonora) Scena IX
  - Tempo di mezzo Altra donna!... - Ciel!... chi è dessa? (Oberto, Cuniza, Leonora) Scena IX
  - Andantino Su quella fronte impressa (Oberto, Cuniza, Leonora) Scena IX
  - Cabaletta Ma fia l'estremo, o misera (Cuniza, Oberto, Leonora) Scena IX
- 8 Finale I
  - Finale I A me gli amici! - Mira! - Io gelo! avvampo d'ira! (Cuniza, Riccardo, Leonora, Oberto, Coro) Scena IX-X
  - Canone A quell'aspetto un fremito (Coro, Oberto) Scena X
  - Seguito e stretta del Finale I Non basta una vittima (Oberto, Riccardo, Leonora, Cuniza, Imelda, Coro) Scena X

### Atto II
- 9 Coro, Recitativo e Aria di Cuniza
  - Coro Infelice! Nel core tradito (Coro) Scena I
  - Recitativo A te Riccardo favellar desìa (Imelda, Cuniza) Scena I
  - Aria Oh chi torna l'ardente pensiero (Cuniza) Scena I
  - Tempo di mezzo Dunque imponi... (Imelda, Cuniza) Scena I
  - Cabaletta con coro Più che i vezzi e lo splendore (Cuniza, Coro) Scena I
- 10 Coro
  - Coro Dov'è l'astro che nel cielo (Coro di Cavalieri) Scena II
- 11 Recitativo e Aria di Oberto
  - Recitativo Ei tarda ancor!... (Oberto) Scena III
  - Aria L'orror del tradimento (Oberto) Scena III
  - Tempo di mezzo Oberto! Oberto! - Qual lieto grido! (Coro, Oberto) Scena III
  - Cabaletta Ma tu, superbo giovane (Oberto) Scena III
- 12 Recitativo, Scena e Quartetto
  - Recitativo Eccolo!... è desso! (Oberto, Riccardo) Scena III-IV
  - Quartetto Vili all'armi! a donne eroi (Oberto, Riccardo, Leonora, Cuniza) Scena IV-V
  - Tempo di mezzo Conte, lo vedi, orribile (Cuniza, Riccardo, Leonora, Oberto) Scena V
  - Cabaletta Ah Riccardo, se a misera amante (Leonora, Riccardo, Oberto, Cuniza) Scena V
- 13 Coro
  - Coro Li vedeste? - Ah sì! la mano (Coro di Cavalieri) Scena VI
- 14 Romanza di Riccardo
  - Romanza Ciel, che feci!... di qual sangue (Riccardo) Scena VII
- 15 Scena e Rondò Finale
  - Scena Dove son?... li cerco invano! (Cuniza, Imelda, Coro) Scena VIII
  - Adagio Vieni, o misera (Cuniza, Coro) Scena IX
  - Scena Tutto ho perduto!... tutto! (Leonora, Coro) Scena IX
  - Rondò finale Sciagurata! a questo lido (Leonora, Coro) Scena IX-X

## Organico orchestrale
La partitura di Verdi prevede l'utilizzo di
- 2 flauti, 2 oboi, 2 clarinetti, 2 fagotti
- 4 corni, 2 trombe, 3 tromboni, trombone basso
- timpani, triangolo, piatti, grancassa, tamburo
- Arpa
- archi

## Incisioni discografiche
| Anno di registrazione | Interpreti (Oberto, Leonora, Cuniza, Riccardo, Imelda)                                       | Direttore, Orchestra e Coro                                                                       | Etichetta (Anno di pubblicazione)                                                                   | Note                               |
| --------------------- | -------------------------------------------------------------------------------------------- | ------------------------------------------------------------------------------------------------- | --------------------------------------------------------------------------------------------------- | ---------------------------------- |
| 1951                  | Giuseppe Modesti, Maria Vitale, Elena Nicolai, Gino Bonelli, Lydia Roan                      | Alfredo Simonetto, Orchestra e Coro della RAI di Torino                                           | CDGala GL 100789, 2 CD (2008)                                                                       | Registrazione radiofonica          |
| 1976                  | Pedro Farrés, Anne Edwards, Joyce Castle, Carlos Montané, Denise Boitard                     | Giacomo Zani, Orchestra e Coro ORTF                                                               | Open Reel Tape - mr. tape 2612                                                                      | Registrazione radiofonica          |
| 1977                  | Simon Estes, Ángeles Gulin, Viorica Cortez, Umberto Grilli, Maria Grazia Piolatto            | Zoltán Peskó, Orchestra e Coro del Teatro comunale di Bologna                                     | CDFonit Cetra CDC 78, 2 CD (1994) Warner Fonit 3984 29181-2, 2 CD (1999)                            | Registrazione live                 |
| 1983                  | Rolando Panerai, Ghena Dimitrova, Ruža Baldani, Carlo Bergonzi, Alison Browner               | Lamberto Gardelli, Münchner Rundfunkorchester, Chor des Bayerischen Rundfunks                     | CDOrfeo C 105842, 2 CD                                                                              | Registrazione in studio            |
| 1996                  | Samuel Ramey, Marija Hulehina, Violeta Urmana, Stuart Neill, Imelda Fulgoni                  | Neville Marriner, Academy of St. Martin in the Fields London Voices                               | CDPhilips 454 472-2, 2 CD (1997)                                                                    | Registrazione in studio            |
| 1997                  | Barseg Tumanyan, Elizabeth Connell, Denyce Graves, Stuart Neill, Susan Parry                 | Simone Young, Orchestra e Coro del Covent Garden                                                  | CDFiori FI 1110                                                                                     | Registrazione live                 |
| 1999                  | Michele Pertusi, Giovanna De Liso, Gabriella Colecchia, Fabio Sartori, Antonella Dalla Pozza | Daniele Callegari, Orchestra Filarmonica Marchigiana e Coro Lirico Marchigiano «Vincenzo Bellini» | CDFoné 2033/34, 2 CD (2001) DVDHouse of Opera DVDZZ 1017 (2003) Première Opera Ltd. DVD 5827 (2007) | Registrazione live (audio e video) |
| 2007                  | Ildar Abdrazakov, Evelyn Herlitzius, Marianne Cornetti, Carlo Ventre, Nuria Lorenzo          | Yves Abel, Orquesta Sinfonica del Principado de Asturias, Coro dell'Opera di Bilbao               | DVDOpus Arte OA 0982 D                                                                              | Registrazione live (video)         |
| 2012                  | Adrian Gans, Francesca Lombardi Mazzulli, Manuela Custer, Norman Reinhardt, Naroa Intxausti  | Michael Hofstetter Orchestra e Coro dello Stadttheater Gießen                                     | CD Oehms Classics OC 959, 2 CD                                                                      | Registrazione in studio            |